# 아르튀르 드 고비노
아르튀르 드 고비노(프랑스어: Arthur de Gobineau: 1816년 7월 14일 ~ 1882년 10월 13일)는 19세기 프랑스의 외교관, 고고학자다. 저서 『인종불평등론』에서 아리아 인종의 우월성을 주장했다.